# Сэйнткроу, Лилит
Лилит Сэйнткроу (англ. Lilith Saintcrow, 1976, Нью-Мексико, США) — американская писательница в жанре фэнтези и романтической мистики.

## Биография
Лилит Сэйнткроу родилась в 1976 году в Ню-Мексико. В 9-летнем возрасте у неё появился интерес к написанию литературных произведений. Профессиональный дебют Лилит состоялся в 2004 году романом Dark Watcher. В 2006 году роман писательницы Working for the Devil стал победителем в номинации Modern-Day Fantasy Novel журнала RT Book Reviews.
Замужем, имеет двоих детей. В настоящее время проживает в Ванкувере, Канада.